# Vignal Group
 (mars 2024).
 (mars 2024).
Vignal Group, anciennement Vignal Lighting Group, est un équipementier automobile, spécialisé dans la fabrication de solutions d'éclairage et de sécurité pour les véhicules industriels.
Son siège social est basé à Corbas, en France. 
Le groupe possède sept sites de production répartis en Europe, aux États-Unis et en Chine.

## Histoire
L'entreprise est créée en 1919 par Léon Vignal. Dans les années 1960, Vignal SA se spécialise dans la fabrication de lanternes arrière pour camions. En 1975, l'entreprise est reprise par Cartier Systèmes en Savoie qui sera racheté par la suite par le groupe Valeo en 1989. Valeo introduira les méthodes de production ainsi que la méthode 5 axes. Vignal reprendra son indépendance en 2003 sous la présidence de Jean-Louis Coutin et devient Vignal Systems.
Depuis 2014, Vignal Group a fait diverses acquisitions stratégiques. L'entreprise a étendu ses activités par le biais d'acquisitions telles que ABL Lights en 2014, l'entreprise suisse CEA en 2016, Sesaly en 2021, Sarr au Mans en 2022 et Intersignaletic en 2024.